# Skiff masculin aux Jeux olympiques d'été de 2024
Cet article traite de l'épreuve masculine. Pour la compétition féminine, voir Skiff féminin aux Jeux olympiques d'été de 2024.
Navigation
Tokyo 2020 Los Angeles 2028
L'épreuve masculine de skiff des Jeux olympiques d'été de 2024 de Paris a lieu au stade nautique olympique de Vaires-sur-Marne du 27 juillet au 3 août 2024.

## Médaillés
| Or                   | Argent               | Bronze               |
| Oliver Zeidler (GER) | Yaujeni Zalaty (AIN) | Simon van Dorp (NED) |

## Programme
| Date                | Heure   | Tour                |
| ------------------- | ------- | ------------------- |
| Samedi 27 juillet   | 09 h 00 | Séries              |
| Dimanche 28 juillet | 09 h 00 | Repêchage           |
| Lundi 29 juillet    | 09 h 30 | Demi-finales E et F |
| Mardi 30 juillet    | 09 h 30 | Quarts de finale    |
| Mercredi 31 juillet | 09 h 30 | Demi-finales C et D |
| Jeudi 1er août      | 09 h 30 | Demi-finales A et B |
| Vendredi 2 août     | 09 h 30 | Finales D, E et F   |
| Samedi 3 août       | 09 h 30 | Finales A, B et C   |

## Résultats détaillés

### Séries
Les trois premiers de chaque série sont qualifiés pour les quarts de finale (Q), les autres vont en repêchage (R).
| Rang | Couloir | Rameur               | Pays             | Temps         | Notes |
| ---- | ------- | -------------------- | ---------------- | ------------- | ----- |
| 1    | 4       | Thomas Mackintosh    | Nouvelle-Zélande | 6 min 55 s 92 | Q     |
| 2    | 1       | Stéfanos Doúskos     | Grèce            | 7 min 1 s 79  | Q     |
| 3    | 2       | Abdelkhalek El-Banna | Égypte           | 7 min 5 s 06  | Q     |
| 4    | 6       | Balraj Panwar        | Inde             | 7 min 7 s 11  | R     |
| 5    | 5       | Vladislav Yakovlev   | Kazakhstan       | 7 min 21 s 56 | R     |
| 6    | 3       | André Matias         | Angola           | 7 min 52 s 78 | R     |

| Rang | Couloir | Rameur               | Pays      | Temps         | Notes |
| ---- | ------- | -------------------- | --------- | ------------- | ----- |
| 1    | 4       | Mihai Chiruță        | Roumanie  | 6 min 51 s 51 | Q     |
| 2    | 5       | Damir Martin         | Croatie   | 6 min 54 s 83 | Q     |
| 3    | 1       | Giedrius Bieliauskas | Lituanie  | 7 min 0 s 96  | Q     |
| 4    | 6       | Isak Žvegelj         | Slovénie  | 7 min 1 s 23  | R     |
| 5    | 2       | La Memo              | Indonésie | 7 min 19 s 33 | R     |
| 6    | 3       | Abdalla Ahmed        | Soudan    | 7 min 46 s 45 | R     |

| Rang | Couloir | Rameur                 | Pays      | Temps         | Notes |
| ---- | ------- | ---------------------- | --------- | ------------- | ----- |
| 1    | 3       | Simon van Dorp         | Pays-Bas  | 6 min 49 s 93 | Q     |
| 2    | 5       | Ryuta Arakawa          | Japon     | 6 min 51 s 59 | Q     |
| 3    | 1       | Tim Brys               | Belgique  | 6 min 52 s 35 | Q     |
| 4    | 4       | Sid Ali Boudina        | Algérie   | 7 min 2 s 94  | R     |
| 5    | 5       | Mohamed Taieb          | Tunisie   | 7 min 10 s 13 | R     |
| 6    | 6       | Premanut Wattananusith | Thaïlande | 7 min 25 s 76 | R     |

| Rang | Couloir | Rameur                  | Pays                         | Temps           | Notes |
| ---- | ------- | ----------------------- | ---------------------------- | --------------- | ----- |
| 1    | 4       | Yauheni Zalaty          | Athlètes individuels neutres | 6 h 51 min 45 s | Q     |
| 2    | 3       | Jacob Plihal            | États-Unis                   | 6 h 54 min 45 s | Q     |
| 3    | 1       | Lucas Verthein Ferreira | Brésil                       | 6 h 54 min 96 s | Q     |
| 4    | 5       | Quentin Antognelli      | Monaco                       | 7 h 2 min 15 s  | R     |
| 5    | 2       | Dara Alizadeh           | Bermudes                     | 7 h 23 min 70 s | R     |

| Rang | Couloir | Rameur               | Pays      | Temps         | Notes |
| ---- | ------- | -------------------- | --------- | ------------- | ----- |
| 1    | 4       | Oliver Zeidler       | Allemagne | 6 min 54 s 72 | Q     |
| 2    | 3       | Bruno Cetraro        | Uruguay   | 7 min 4 s 04  | Q     |
| 3    | 1       | Reidy Cardona Blanco | Cuba      | 7 min 6 s 45  | Q     |
| 4    | 2       | Stephen Cox          | Zimbabwe  | 7 min 11 s 98 | R     |
| 5    | 5       | Mohamed Bukrah       | Liban     | 7 min 37 s 75 | R     |

| Rang | Couloir | Rameur                    | Pays      | Temps         | Notes |
| ---- | ------- | ------------------------- | --------- | ------------- | ----- |
| 1    | 2       | Sverri Nielsen            | Danemark  | 6 min 53 s 50 | Q     |
| 2    | 5       | Kristian Vasiliev         | Bulgarie  | 6 min 56 s 63 | Q     |
| 3    | 1       | Bendegúz Pétervári-Molnár | Hongrie   | 6 min 58 s 76 | Q     |
| 4    | 3       | Chiu Hin Chun             | Hong Kong | 7 min 0 s 29  | R     |
| 5    | 4       | Javier Insfran            | Paraguay  | 7 min 14 s 14 | R     |

### Repêchages
Les deux premières embarcations de chaque série de repêchages se qualifient pour les quarts de finale (Q), les autres vont en demi-finales E et F (E/F).
| Rang | Couloir | Rameur         | Pays     | Temps         | Notes |
| ---- | ------- | -------------- | -------- | ------------- | ----- |
| 1    | 3       | Isak Žvegelj   | Slovénie | 7 min 6 s 90  | Q     |
| 2    | 5       | Javier Insfran | Paraguay | 7 min 8 s 29  | Q     |
| 3    | 2       | Mohamed Taieb  | Tunisie  | 7 min 11 s 57 | E/F   |
| 4    | 4       | Stephen Cox    | Zimbabwe | 7 min 22 s 45 | E/F   |
| 5    | 1       | André Matias   | Angola   | 8 min 1 s 98  | E/F   |

| Rang | Couloir | Rameur                 | Pays      | Temps         | Notes |
| ---- | ------- | ---------------------- | --------- | ------------- | ----- |
| 1    | 4       | Quentin Antognelli     | Monaco    | 7 min 10 s 00 | Q     |
| 2    | 2       | Balraj Panwar          | Inde      | 7 min 12 s 41 | Q     |
| 3    | 3       | La Memo                | Indonésie | 7 min 19 s 60 | E/F   |
| 4    | 1       | Premanut Wattananusith | Thaïlande | 7 min 29 s 89 | E/F   |
| 5    | 5       | Mohamed Bukrah         | Liban     | 7 min 45 s 55 | E/F   |

| Rang | Couloir | Rameur             | Pays       | Temps         | Notes |
| ---- | ------- | ------------------ | ---------- | ------------- | ----- |
| 1    | 4       | Sid Ali Boudina    | Algérie    | 7 min 10 s 23 | Q     |
| 2    | 3       | Chiu Hin Chun      | Hong Kong  | 7 min 12 s 94 | Q     |
| 3    | 5       | Dara Alizadeh      | Bermudes   | 7 min 17 s 05 | E/F   |
| 4    | 2       | Vladislav Yakovlev | Kazakhstan | 7 min 21 s 12 | E/F   |
| 5    | 1       | Abdalla Ahmed      | Soudan     | 7 min 55 s 79 | E/F   |

### Quarts de finale
Les trois premières embarcations de chaque série de se qualifient pour les demi-finales A et B (A/B), les autres vont en demi-finales C et D (C/D).
| Rang | Couloir | Rameur                  | Pays             | Temps         | Notes |
| ---- | ------- | ----------------------- | ---------------- | ------------- | ----- |
| 1    | 3       | Thomas Mackintosh       | Nouvelle-Zélande | 6 min 48 s 01 | A/B   |
| 2    | 4       | Sverri Nielsen          | Danemark         | 6 min 49 s 69 | A/B   |
| 3    | 2       | Bruno Cetraro           | Uruguay          | 6 min 51 s 43 | A/B   |
| 4    | 5       | Lucas Verthein Ferreira | Brésil           | 6 min 55 s 36 | C/D   |
| 5    | 1       | Quentin Antognelli      | Monaco           | 6 min 58 s 89 | C/D   |
| 6    | 6       | Chiu Hin Chun           | Hong Kong        | 7 min 13 s 70 | C/D   |

| Rang | Couloir | Rameur          | Pays       | Temps         | Notes |
| ---- | ------- | --------------- | ---------- | ------------- | ----- |
| 1    | 3       | Oliver Zeidler  | Allemagne  | 6 min 45 s 32 | A/B   |
| 2    | 5       | Tim Brys        | Belgique   | 6 min 46 s 26 | A/B   |
| 3    | 4       | Mihai Chiruță   | Roumanie   | 6 min 46 s 32 | A/B   |
| 4    | 2       | Jacob Plihal    | États-Unis | 6 min 47 s 03 | C/D   |
| 5    | 1       | Sid Ali Boudina | Algérie    | 7 min 6 s 31  | C/D   |
| 6    | 6       | Javier Insfran  | Paraguay   | 7 min 31 s 50 | C/D   |

| Rang | Couloir | Rameur                    | Pays     | Temps         | Notes |
| ---- | ------- | ------------------------- | -------- | ------------- | ----- |
| 1    | 3       | Simon van Dorp            | Pays-Bas | 6 min 49 s 96 | A/B   |
| 2    | 4       | Damir Martin              | Croatie  | 6 min 53 s 55 | A/B   |
| 3    | 2       | Stéfanos Doúskos          | Grèce    | 6 min 56 s 68 | A/B   |
| 4    | 5       | Bendegúz Pétervári-Molnár | Hongrie  | 6 min 56 s 68 | C/D   |
| 5    | 6       | Isak Žvegelj              | Slovénie | 7 min 6 s 42  | C/D   |
| 6    | 1       | Reidy Cardona Blanco      | Cuba     | 7 min 10 s 40 | C/D   |

| Rang | Couloir | Rameur               | Pays                         | Temps         | Notes |
| ---- | ------- | -------------------- | ---------------------------- | ------------- | ----- |
| 1    | 3       | Yauheni Zalaty       | Athlètes individuels neutres | 6 min 49 s 27 | A/B   |
| 2    | 5       | Giedrius Bieliauskas | Lituanie                     | 6 min 51 s 80 | A/B   |
| 3    | 4       | Ryuta Arakawa        | Japon                        | 6 min 54 s 17 | A/B   |
| 4    | 2       | Kristian Vasiliev    | Bulgarie                     | 6 min 58 s 67 | C/D   |
| 5    | 6       | Balraj Panwar        | Inde                         | 7 min 5 s 10  | C/D   |
| 6    | 1       | Abdelkhalek El-Banna | Égypte                       | 7 min 18 s 59 | C/D   |

### Demi-finales

#### Demi-finales A/B
Les trois premières embarcations de chaque série de se qualifient pour la finale A (FA), les autres vont en finale B (FB).
| Rang | Couloir | Rameur               | Pays             | Temps         | Notes |
| ---- | ------- | -------------------- | ---------------- | ------------- | ----- |
| 1    | 4       | Simon van Dorp       | Pays-Bas         | 6 min 42 s 39 | FA    |
| 2    | 3       | Thomas Mackintosh    | Nouvelle-Zélande | 6 min 44 s 49 | FA    |
| 3    | 2       | Tim Brys             | Belgique         | 6 min 45 s 32 | FA    |
| 4    | 6       | Ryuta Arakawa        | Japon            | 6 min 51 s 13 | FB    |
| 5    | 1       | Bruno Cetraro        | Uruguay          | 7 min 8 s 29  | FB    |
| 6    | 5       | Giedrius Bieliauskas | Lituanie         | 7 min 9 s 29  | FB    |

| Rang | Couloir | Rameur           | Pays                         | Temps         | Notes |
| ---- | ------- | ---------------- | ---------------------------- | ------------- | ----- |
| 1    | 4       | Oliver Zeidler   | Allemagne                    | 6 min 35 s 77 | FA    |
| 2    | 3       | Yauheni Zalaty   | Athlètes individuels neutres | 6 min 39 s 01 | FA    |
| 3    | 1       | Stéfanos Doúskos | Grèce                        | 6 min 40 s 78 | FA    |
| 4    | 5       | Sverri Nielsen   | Danemark                     | 6 min 43 s 95 | FB    |
| 5    | 6       | Mihai Chiruță    | Roumanie                     | 6 min 52 s 95 | FB    |
| 6    | 2       | Damir Martin     | Croatie                      | 6 min 58 s 23 | FB    |

#### Demi-finales C/D
Les trois premières embarcations de chaque série de se qualifient pour la finale C (FC), les autres vont en finale D (FD).
| Rang | Couloir | Rameur                    | Pays      | Temps         | Notes |
| ---- | ------- | ------------------------- | --------- | ------------- | ----- |
| 1    | 4       | Lucas Verthein Ferreira   | Brésil    | 6 min 55 s 07 | FC    |
| 2    | 3       | Bendegúz Pétervári-Molnár | Hongrie   | 6 min 56 s 92 | FC    |
| 3    | 5       | Sid Ali Boudina           | Algérie   | 6 min 57 s 06 | FC    |
| 4    | 6       | Abdelkhalek El-Banna      | Égypte    | 7 min 2 s 76  | FD    |
| 5    | 1       | Chiu Hin Chun             | Hong Kong | 7 min 3 s 68  | FD    |
| 6    | 2       | Balraj Panwar             | Inde      | 7 min 4 s 97  | FD    |

| Rang | Couloir | Rameur               | Pays       | Temps         | Notes |
| ---- | ------- | -------------------- | ---------- | ------------- | ----- |
| 1    | 3       | Jacob Plihal         | États-Unis | 6 min 56 s 95 | FC    |
| 2    | 4       | Kristian Vasiliev    | Bulgarie   | 6 min 57 s 75 | FC    |
| 3    | 6       | Javier Insfran       | Paraguay   | 7 min 0 s 93  | FC    |
| 4    | 5       | Isak Žvegelj         | Slovénie   | 7 min 9 s 41  | FD    |
| 5    | 2       | Quentin Antognelli   | Monaco     | 7 min 14 s 32 | FD    |
| 6    | 1       | Reidy Cardona Blanco | Cuba       | 7 min 15 s 63 | FD    |

#### Demi-finales E/F
La dernière embarcation de chaque série se qualifie pour la finale F (FF), les autres vont en finale E (FE).
| Rang | Couloir | Rameur             | Pays       | Temps         | Notes |
| ---- | ------- | ------------------ | ---------- | ------------- | ----- |
| 1    | 4       | Vladislav Yakovlev | Kazakhstan | 7 min 26 s 20 | FE    |
| 2    | 2       | Mohamed Taieb      | Tunisie    | 7 min 29 s 64 | FE    |
| 3    | 3       | La Memo            | Indonésie  | 7 min 32 s 18 | FE    |
| 4    | 1       | André Matias       | Angola     | 8 min 1 s 63  | FF    |

| Rang | Couloir | Rameur                 | Pays      | Temps         | Notes |
| ---- | ------- | ---------------------- | --------- | ------------- | ----- |
| 1    | 3       | Dara Alizadeh          | Bermudes  | 7 min 33 s 38 | FE    |
| 2    | 4       | Stephen Cox            | Zimbabwe  | 7 min 36 s 59 | FE    |
| 3    | 2       | Premanut Wattananusith | Thaïlande | 7 min 48 s 78 | FE    |
| 4    | 5       | Mohamed Bukrah         | Liban     | 8 min 0 s 42  | FF    |
| 5    | 1       | Abdalla Ahmed          | Soudan    | 8 min 10 s 68 | FF    |

### Finales
| Rang                                | Couloir | Rameur            | Pays                         | Temps         | Notes |
| ----------------------------------- | ------- | ----------------- | ---------------------------- | ------------- | ----- |
| Médaille d'or, Jeux olympiques      | 3       | Oliver Zeidler    | Allemagne                    | 6 min 37 s 57 |       |
| Médaille d'argent, Jeux olympiques  | 2       | Yauheni Zalaty    | Athlètes individuels neutres | 6 min 42 s 96 |       |
| Médaille de bronze, Jeux olympiques | 4       | Simon van Dorp    | Pays-Bas                     | 6 min 44 s 72 |       |
| 4                                   | 6       | Tim Brys          | Belgique                     | 6 min 48 s 44 |       |
| 5                                   | 5       | Thomas Mackintosh | Nouvelle-Zélande             | 6 min 49 s 62 |       |
| 6                                   | 1       | Stéfanos Doúskos  | Grèce                        | 7 min 2 s 05  |       |

| Rang | Couloir | Rameur               | Pays     | Temps         | Notes |
| ---- | ------- | -------------------- | -------- | ------------- | ----- |
| 7    | 2       | Mihai Chiruță        | Roumanie | 6 min 44 s 83 |       |
| 8    | 4       | Sverri Nielsen       | Danemark | 6 min 44 s 83 |       |
| 9    | 3       | Ryuta Arakawa        | Japon    | 6 min 47 s 02 |       |
| 10   | 6       | Giedrius Bieliauskas | Lituanie | 6 min 56 s 39 |       |
| 11   | 1       | Damir Martin         | Croatie  | 6 min 57 s 77 |       |
| 12   | 5       | Bruno Cetraro        | Uruguay  | 7 min 22 s 71 |       |

| Rang | Couloir | Rameur                    | Pays       | Temps         | Notes |
| ---- | ------- | ------------------------- | ---------- | ------------- | ----- |
| 13   | 4       | Jacob Plihal              | États-Unis | 6 min 41 s 97 |       |
| 14   | 5       | Kristian Vasiliev         | Bulgarie   | 6 min 44 s 61 |       |
| 15   | 3       | Lucas Verthein Ferreira   | Brésil     | 6 min 47 s 37 |       |
| 16   | 2       | Bendegúz Pétervári-Molnár | Hongrie    | 6 min 47 s 81 |       |
| 17   | 6       | Javier Insfran            | Paraguay   | 6 min 50 s 48 |       |
| 18   | 1       | Sid Ali Boudina           | Algérie    | 6 min 51 s 99 |       |

| Rang | Couloir | Rameur               | Pays      | Temps         | Notes |
| ---- | ------- | -------------------- | --------- | ------------- | ----- |
| 19   | 5       | Quentin Antognelli   | Monaco    | 6 min 54 s 93 |       |
| 20   | 2       | Chiu Hin Chun        | Hong Kong | 6 min 56 s 65 |       |
| 21   | 4       | Abdelkhalek El-Banna | Égypte    | 6 min 58 s 44 |       |
| 22   | 3       | Isak Žvegelj         | Slovénie  | 6 min 59 s 46 |       |
| 23   | 1       | Balraj Panwar        | Inde      | 7 min 2 s 37  |       |
| 24   | 6       | Reidy Cardona Blanco | Cuba      | 7 min 3 s 23  |       |

| Rang | Couloir | Rameur                 | Pays       | Temps         | Notes |
| ---- | ------- | ---------------------- | ---------- | ------------- | ----- |
| 25   | 4       | Vladislav Yakovlev     | Kazakhstan | 6 min 59 s 43 |       |
| 26   | 2       | Mohamed Taieb          | Tunisie    | 7 min 0 s 31  |       |
| 27   | 1       | La Memo                | Indonésie  | 7 min 2 s 23  |       |
| 28   | 3       | Dara Alizadeh          | Bermudes   | 7 min 3 s 12  |       |
| 29   | 5       | Stephen Cox            | Zimbabwe   | 7 min 9 s 34  |       |
| 30   | 6       | Premanut Wattananusith | Thaïlande  | 7 min 18 s 58 |       |

| Rang | Couloir | Rameur         | Pays   | Temps         | Notes |
| ---- | ------- | -------------- | ------ | ------------- | ----- |
| 31   | 2       | Mohamed Bukrah | Liban  | 7 min 28 s 90 |       |
| 32   | 1       | André Matias   | Angola | 7 min 30 s 43 |       |
| 33   | 3       | Abdalla Ahmed  | Soudan | 7 min 38 s 51 |       |